# L'Arrache-cœur
Ne doit pas être confondu avec le roman de J. D. Salinger, L'Attrape-cœurs.
L’Arrache-cœur, dernier roman signé Boris Vian, est publié en 1953. Il était conçu comme le premier volet d’une trilogie intitulée Les Fillettes de la reine, qui n’a jamais vu le jour.
L’Arrache-cœur est un roman où se mêlent la poésie, la fantaisie, l’émotion et l’absurde. Il est divisé en trois parties et narre le parcours de Jacquemort, psychiatre nouvellement arrivé au village, et de Clémentine, mère de triplés (« trumeaux ») qui éprouve pour ses enfants un amour qui deviendra possessif et obsessionnel.
Les thèmes développés dans ce roman (« psychanalyse », interrogations sur l’inconscient de chacun) et le style d’écriture très imaginatif peuvent faire penser au surréalisme.

## Résumé
Jacquemort, psychiatre, arrive chez Angel et Clémentine, celle-ci étant  sur le point d'accoucher. Jacquemort va l'aider à mettre au monde trois garçons : des jumeaux, Noël et Joël et « un isolé », Citroën. Angel, le mari délaissé, n'a pas le droit de voir ni d'assister à cet accouchement. Ce n'est qu'après que Clémentine lui redonnera sa liberté paternelle. Jacquemort s'installe ensuite chez eux et explique son projet à Angel : il veut psychanalyser les gens et se remplir de leurs pensées car il se sent « vide » intérieurement.
Jacquemort se rend au village pour commander des lits pour les nouveau-nés à la demande de Clémentine. Il passe près de la « foire aux vieux » où ceux-ci sont mis aux enchères et traités comme des objets, ce qui met Jacquemort très mal à l'aise. Il ose demander aux gens qui se trouvent là s'ils n'ont pas honte et reçoit un coup de poing. Il continue son chemin pour aller chez le menuisier, l'y trouve, ainsi qu'un très jeune apprenti, un enfant maigre en haillons qui travaille tel un automate. Il réitère son « Vous devriez avoir honte. » et reçoit un coup au menton de la part du menuisier.
Quelques jours après, le psychiatre fait connaissance avec La Gloïre, homme âgé dont le travail consiste à repêcher avec les dents les choses mortes ou pourries jetées dans la rivière rouge. Il est là pour racheter la honte des villageois. Ces derniers lui donnent beaucoup d'or - qu'il ne peut pas dépenser, car personne ne veut lui vendre quoi que ce soit - afin de se débarrasser de leurs péchés.
Le dimanche de la première semaine de son arrivée, Jacquemort rencontre le curé afin de demander le baptême des jumeaux. Ce curé considère que la religion est un luxe : « Dieu c'est un coussin de brocart d'or, c'est un diamant serti dans le soleil, c'est un précieux décor ciselé dans l'amour […]. »
Clémentine ne supporte plus d'être touchée par Angel et l'exclut de l'éducation des enfants. Sur les conseils de Jacquemort, il construit un bateau, car il s'ennuie. Une fois le bateau achevé, il part, au désespoir de Jacquemort qui tente de le retenir, en vain.
Jacquemort demande à la bonne de Clémentine si elle accepterait de se faire psychanalyser mais celle-ci ne connaît pas le sens du mot et interprète la proposition comme des avances sexuelles, qu'elle accepte. Le psychiatre va ainsi régulièrement « psychanalyser » la bonne.
Au fur et à mesure que les enfants grandissent, l'amour de leur mère pour eux va s'intensifier, elle à qui il arrivait au début d'oublier l'heure de la tétée. Elle s'imagine tout ce qui pourrait arriver aux enfants et essaie d'éviter cela. Ils sont mis en cage, protégés des éléments extérieurs (elle abat l'arbre du jardin, car elle a peur pour leur sécurité). Elle se met à avoir un comportement primitif avec eux : elle se prive de nourriture et n'hésite pas à manger de la viande avariée pour leur laisser les bons morceaux. Mais grâce aux pouvoirs magiques de limaces bleues, les trumeaux se libèrent de leur cage et parviennent à voler, faisant fi de l'autorité maternelle.
Pendant ce temps, Jacquemort s'habitue aux mœurs du village et donne même une claque à un enfant de chœur. Il psychanalyse d'abord un chat, essaie ensuite de psychanalyser la bonne, mais en vain, puis psychanalyse La Gloïre ; quand celui-ci meurt il prend sa place.

## Un univers parallèle
Boris Vian poétise le monde dans lequel évoluent les personnages ; ainsi Jacquemort se trouve en présence de crottes de « bouc de Sodome » et de « fleurs de Calamine », et observe danser en l'air des « maliettes ». De même, les enfants parlent à un pivert qui leur indique où trouver un grand nombre de limaces bleues, leur donnant le pouvoir de voler.
Boris Vian aime jouer avec les mots : « Oh ! Oh ! persifla Jacquemort, vous me la baillez belle ! — Je ne baille personne, maréchala le ferrant. », évoquant ici la réponse du maréchal-ferrant.
Il réinvente le temps. Jacquemort trouve qu'il n'a plus la même valeur qu'avant, à la campagne : « À la campagne, le temps plus ample, passe plus vite et sans repères ». Sans repères en effet ; le lecteur se trouve comme Jacquemort sans repères chronologiques. Quant aux débuts des chapitres, ils sont par exemple indiqués de : « 135 avroût » ou « 14 marillet »… La jonction des syllabes de mois différents crée un autre calendrier hors du temps dans lequel ces nouveaux mois (juinet, janvril, févruin, octembre, novrier…) comportent bien plus que 31 jours. Sont-ce encore des mois ?
On note également une abolition totale des valeurs morales. Jacquemort se retrouve dans un monde où les vieux sont mis aux enchères, où les étalons trop dévergondés sont torturés, où de jeunes enfants travaillent et meurent, sans que personne s'en embarrasse.

## Personnages
- Jacquemort, le psychanalyste
- Clémentine, mère des trumeaux
- Angel, mari de Clémentine
- Noël, un des jumeaux
- Joël, un des jumeaux
- Citroën, le troisième enfant « isolé »
- Culblanc, la bonne de Clémentine
- La Gloïre
- Le curé
- Le sacristain
- Le menuisier
- Le maréchal-ferrant
- La couturière
- Nëzrouge, la bonne du maréchal-ferrant

### Jacquemort

#### Description physique
Jacquemort est un homme décrit comme grand, corpulent, doté d'yeux bleus et d'une barbe rousse. Il exerce le métier de psychiatre.

#### Description psychologique
Dans L'Arrache-Cœur, Jacquemort est un psychiatre « tout neuf », apparu soudainement sans la moindre connaissance, volonté ou utilité. Dans un dialogue avec Angel, un des personnages principaux du roman, il lui explique être apparu sans passé, ni mémoire, n'ayant pour seul bagage qu'une notice indiquant « Psychiatre. Vide. À remplir. ». La psychologie de Jacquemort est intéressante dans l'optique d'une réflexion sur la volonté et le désir, car, même s'il est vide, il est avide d'apprendre afin d'avoir de la substance.
Dans le récit - nimbé de surréalisme -, quand Jacquemort refoule son envie d'avoir une volonté, il devient "insubstantiel" et transparent.
Cette expérience a lieu lors d'un dialogue rappelant ceux utilisés par les philosophes pour expliquer un point de leur théorie : ici Angel et Jacquemort se posent en antagonistes : le premier soutient que le fait de vouloir avoir des désirs est un désir en soi ; l'autre affirme mordicus que cette recherche de désirs n'existe que parce que c'est la raison pour laquelle il fut créé, et n'est donc qu'une obligation. La disparition physique de Jacquemort lorsqu'il inhibe son « désir » semble prouver que le point de vue d'Angel est le plus lucide - du moins d'après l'auteur.

#### Actions dans le roman
Jacquemort, après avoir fait accoucher Clémentine (femme d'Angel) en catastrophe, va « psychanalyser » divers sujets à fond afin d'en retirer une consistance. Ainsi, en psychanalysant un chat, il le videra de toute substance (métaphysique, entendons-nous) et prendra des habitudes félines, comme de se passer la main derrière l'oreille.
Il finira par psychanalyser La Gloïre, un villageois dont le but est de recueillir la honte des autres villageois, figurée ici par des déchets flottants dans un ruisseau que La Gloïre repêche avec les dents. En le psychanalysant, il finira par prendre son rôle et sa vie.
Jacquemort, à l'instar de la plupart des personnages masculins, va également « psychanalyser » diverses femmes, en particulier sa femme de ménage ; bien évidemment, chaque tentative de psychanalyse se solde par un échec retentissant, à savoir une relation sexuelle.

### Clémentine
Clémentine montre une véritable obsession pour la sécurité de ses enfants. Convaincue d'être une bonne mère, elle les imagine victimes des scénarios catastrophes les plus invraisemblables et les entoure d'un amour étouffant dont ils s'échappent en s'envolant par l'absorption des limaces bleues.

## Thèmes traités
Ce roman présente plusieurs thématiques communes avec le roman de 1950 L'Herbe rouge : la critique de la psychanalyse y est fortement développée ; les femmes y sont décrites en position de supériorité par rapport aux hommes, dont elles se détachent de plus en plus. Se retrouvent en outre la mort, le vide et la honte refoulée. La honte ressentie par le personnage principal, Jacquemort, par rapport à son père, renvoie à la pratique par celui-ci de la religion ; « J'ai toujours été gêné de voir des hommes, qui avaient l'âge de mon père, mettre un genou en terre en passant devant une petite armoire. Cela me faisait honte pour mon père. ». Le refoulement est tel que le mot même en est tabou dans le roman, Jacquemort se faisant à deux reprises cogner lorsqu'il le prononce.

## Adaptations
- Le roman a été adapté et mis en scène par Éric Bertrand, joué pendant le festival Avignon Off 2013
- Le roman a été adapté en bande dessinée chez Delcourt avec Jean-David Morvan et Frédérique Voulyzé au scénario et Maxime Péroz au dessin (2012).